# واين جيلكرست (سياسي)
واين توماس جيلكرست (بالإنجليزية: Wayne Thomas Gilchrest) سياسي جمهوري أمريكي، خدم سابقاً في مجلس النواب الأمريكي كعضو عن ولاية ماريلاند من العام 1991 وحتى العام 2009 وإلى أن تمت الإطاحة به من قبل الجمهوري أندي هاريس في الانتخابات التمهيدية للحزب الجمهوري في العام 2008.